# Социјалне болести
Појмом социјалне болести означавају се појаве друштвено негативног понашања, односно социјално-патолошки проблеми као што су алкохолизам, наркоманија, просјачење, скитња, проституција и сл. Заједничко овим појавама је што, поред индивидуалних узрока, у етиологији настајања значајну улогу имају и социјални фактори и што се, као облик помоћи у терапијски и рехабилитациони процес укључују породице, као и друге институције социјалне заједнице. Неки аутори наглашавају све већи значај социјалног миљеа за здравље људи, па користе термине као што су „болести цивилизације”, подразумевајући под тим сва стања – од најнеповољнијих до „болести изобиља”.